# Perfume WORLD TOUR 1st
『Perfume WORLD TOUR 1st』（パフューム・ワールドツアー・ファースト）は、日本のテクノポップユニット、Perfumeの7作目の映像作品である（CD付属のDVDは除く）。
Perfume初の試みとして、DVDがシングル「Magic of Love」と同時発売された。2014年10月1日に、Blu-ray Disc版が『Perfume WORLD TOUR 2nd』と同時リリースされた。

## 収録映像
2012年秋に開催した初の海外ツアー『Perfume WORLD TOUR 1st』の中から、2012年11月24日にシンガポール・SCAPEで開催された公演の全曲分とメイキング映像が収録されている。
1. OPENING
2. NIGHT FLIGHT
3. コンピューターシティ
4. エレクトロ・ワールド
5. レーザービーム (Album-mix)
6. Spending all my time
7. love the world
8. Butterfly
9. edge(Album-mix)
10. シークレットシークレット
11. Dream Fighter
12. 「P.T.A.」のコーナー
13. FAKE IT
14. ねぇ
15. チョコレイト・ディスコ(2012-mix)
16. ポリリズム

-ENCORE-
- Spring of Life
- 心のスポーツ
- MY COLOR

映像作品特典
- WORLD TOUR 1st メイキング

## リリース日一覧
| 発売日        | 規格 | 品番      | 出典  |
| ------------- | ---- | --------- | ----- |
| 2013年5月22日 | DVD  | UPBP-1002 | [ 4 ] |
| 2014年10月1日 | BD   | UPXP-1003 | [ 5 ] |

## チャート成績
DVDは、発売初週に約4.5万枚を売上げ、2013年6月3日付週間オリコンランキング総合首位となり、6作連続で総合首位を獲得。1999年4月のDVDランキング発表以来、女性アーティストによる音楽作品の6作連続総合首位は、2002年2月11日付『traveling』（2002年1月発売）で記録した宇多田ヒカル以来11年4か月ぶり史上2組目で、Perfumeは宇多田と並び歴代1位タイとなった。
Blu-ray Discは、発売初週に約0.4万枚を売り上げ、2014年10月13日付週間オリコンランキング総合6位を獲得した。

## 収録されたツアー
『Perfume WORLD TOUR 1st』（パフューム・ワールドツアー ファースト）は、Perfumeが2012年秋に開催した初の海外ツアー。

### 企画
最終公演はライブビューイングが行われた。

### 日程・会場
| 出典           |              |            |
| 公演日         | 国・地域     | 会場       |
| 2012年10月26日 | 台湾         | Neo Studio |
| 2012年11月7日  | 香港         | Rotunda 3  |
| 2012年11月17日 | 韓国         | AX-KOREA   |
| 2012年11月24日 | シンガポール | SCAPE      |

### セットリスト
11月24日 シンガポール
1. NIGHT FLIGHT
2. コンピューターシティ
3. エレクトロ・ワールド
4. レーザービーム (Album-mix)
5. Spending all my time
6. love the world
7. Butterfly
8. edge
9. シークレットシークレット
10. Dream Fighter
P.T.A.のコーナー
11. FAKE IT
12. ねぇ
13. チョコレイト・ディスコ
14. ポリリズム
＜アンコール＞
15. Spring Of Life
16. 心のスポーツ
17. MY COLOR